# Walter Döhle
Walter Döhle (* 19. Januar 1884 in Eschwege; † 6. April 1945 in Wanfried) war ein deutscher Diplomat und von 1935 bis 1939 deutscher Generalkonsul in Jerusalem.

## Leben
Döhle war seit 1909 im auswärtigen Dienst, zunächst als Tabaksachverständiger des Reichsschatzamtes im Konsulat in Rotterdam. 1920 wurde er Legationssekretär an der Botschaft in Den Haag. 1921 bis 1923 war er im Auswärtigen Amt in Berlin und 1923 bis 1935 an der Deutschen Botschaft in Paris als Gesandtschaftsrat. Zum 1. Januar 1934 trat er der NSDAP bei (Mitgliedsnummer 3.398.410). 1935 wurde er Generalkonsul in Jerusalem. In dieser Zeit entwickelten sich im Gegensatz zu den Verhältnissen in anderen Ländern mit Ausnahme von Australien, sehr gute Beziehungen zwischen Nationalsozialisten in Palästina und der deutschen Botschaft. Das war unter seinem Vorgänger Heinrich Wolff, der wegen seiner jüdischen Frau abgelöst wurde, noch ganz anders. 1939 endete seine Amtszeit kriegsbedingt und er war wieder im Auswärtigen Amt in Berlin in der Wirtschaftspolitischen Abteilung.